# Avan (Skellefteå socken, Västerbotten, 721657-172360)
Avan är en sjö i Skellefteå kommun i Västerbotten och ingår i Kågeälvens huvudavrinningsområde. Sjön avvattnas av vattendraget Tjärnlidbäcken.

## Delavrinningsområde
Avan ingår i det delavrinningsområde (721811-172154) som SMHI kallar för Mynnar i Storkågeträsket. Medelhöjden är 205 meter över havet och ytan är 17,9 kvadratkilometer. Det finns inga avrinningsområden uppströms utan avrinningsområdet är högsta punkten. Tjärnlidbäcken som avvattnar avrinningsområdet har biflödesordning 2, vilket innebär att vattnet flödar genom totalt 2 vattendrag innan det når havet efter 41 kilometer. Avrinningsområdet består mestadels av skog (95 procent).